# Massimo Biasion
Massimo Biasion (ur. 7 stycznia 1958 w Bassano del Grappa) – włoski kierowca rajdowy. W swojej karierze był członkiem takich zespołów jak: Lancia i Ford. Przez całą karierę jeździł z pilotem Tizianem Siviero. Nosi pseudonim „Miki”.
Swoją karierę rajdową Biasion rozpoczął 1979 roku, a jego pierwszym samochodem był Opel Kadett GTE. W październiku 1980 roku zadebiutował w Rajdowych Mistrzostwach Świata jadąc samochodem Opel Ascona. Z debiutanckiego Rajdu San Remo wycofał się z powodu awarii dyferencjału. W 1983 roku został mistrzem Europy. W maju 1984 roku podczas Rajdu Korsyki po raz pierwszy w karierze stanął na podium w rajdzie mistrzostw świata, gdy zajął 2. miejsce. Swój pierwszy rajd w mistrzostwach świata wygrał w sierpniu 1986. Był to Rajd Argentyny 1986. W 1988 roku wywalczył swój pierwszy tytuł mistrza świata. Po swoje drugie mistrzostwo sięgnął w 1989 roku. Wcześniej w 1987 roku wywalczył wicemistrzostwo świata.
W swojej karierze Biasion wygrał łącznie 17 rajdów w mistrzostwach świata. 40 razy w swojej karierze stawał na podium w rajdach mistrzostw świata. Zdobył w nich 768 punktów. Wygrał 373 odcinki specjalne.

## Kariera

### Początki
Biasion urodził się w mieście Bassano del Grappa. Swoją karierę sportową rozpoczął w 1974 od startów w zawodach motocrossowych. Startując w motocrossie wywalczył mistrzostwo Triveneto, a w 1976 roku wicemistrzostwo Włoch Kadetów. W 1979 roku jako 21-latek zaczął startować w rajdach samochodem Opel Kadett GTE wraz ze swoim przyjacielem Tizianem Siviero, który został jego pilotem. Zadebiutował w Rajdzie Modeny, w którym zajął 38. miejsce.
W 1980 roku Biasion startował samochodem Opel Ascona SR w mistrzostwach Włoch i wywalczył nim mistrzostwo Grupy A. Wystartował także w trzech rajdach o mistrzostwo Europy, Rajdzie Targa Florio (zajął w nim 5. miejsce), Rajdzie Elby (4. miejsce) i Rajdzie San Marino (9. miejsce). W październiku zadebiutował w Mistrzostwach Świata. Pojechał wówczas w Rajdzie San Remo, jednak wycofał się z niego na 8. odcinku specjalnym z powodu awarii dyferencjału.
W 1981 roku Biasion za kierownicą Opla Ascony 400 brał udział w rajdach o mistrzostwo Włoch i mistrzostwo Europy. Zajął między innymi 4. miejsca w Rajdzie 4 Regioni i Rajd San Marino. W październiku po raz drugi w swojej karierze pojechał w Rajdzie San Remo, w mistrzostwach świata. Zajął w nim 6. miejsce i zdobył tym samym swoje pierwsze 6 punktów w mistrzostwach świata w karierze.
W 1982 roku Biasion wywalczył mistrzostwo Włoch grupy 4. W czterech rajdach mistrzostw Europy stanął na podium. Był trzeci w Rajdzie Targa Florio i Rajdzie 4 Regioni, pierwszy w Rajdzie Internazionale della Lana oraz drugi w Rajdzie San Marino. W październiku pojechał w Rajdzie San Remo. Zajął w nim 8. pozycję.

### 1983-1985
W 1983 roku Biasion został członkiem zespołu Jolly Club i w tamtym roku rozpoczął starty samochodem Lancia 037. Sezon 1983 rozpoczął od zwycięstwa w mistrzostwach Europy w Rajdzie Costa Brava. Następnie zwyciężył w innych rajdach mistrzostw, Rajdzie Sol, Rajdzie Costa Smeralda i Rajdzie 4 Regioni. Natomiast w Rajdzie Internazionale della Lana był drugi. W kolejnych rajdach mistrzostw Europy takich jak Rajd Ypres, Rajd Madery i Rajdzie San Marino także zwyciężał. Trzecim miejscem w Rajdzie Aosty przypieczętował zdobycie tytułu rajdowego mistrza Europy. W 1983 roku wywalczył także mistrzostwo Włoch. W październiku 1983 wziął udział w rajdzie mistrzostw świata, Rajdzie San Remo. Zajął w nim 5. pozycję w klasyfikacji generalnej.
W 1984 roku Biasion startował już tylko w mistrzostwach świata. W styczniowym Rajdzie Monte Carlo zajął 6. pozycję. W marcu wystartował w Rajdzie Portugalii. Był w nim czwarty, a do trzeciego Attilia Bettegi stracił 1:01 minuty. W maju Biasion po raz pierwszy w karierze stanął na podium w mistrzostwach świata. W Rajdzie Korsyki był drugi, a do zwycięzcy Markku Aléna stracił 4:15 minuty. Majowego Rajdu Grecji nie ukończył na skutek awarii drążka kierowniczego. W swoim piątym i ostatnim starcie sezonu 1984, Rajdzie San Remo, Biasion był trzeci za Arim Vatanenem i Attiliem Bettegą. W sezonie 1984 zajął 6. miejsce w klasyfikacji generalnej. Zdobył 43 punkty.
Sezon 1985 Biasion rozpoczął od startu w Rajdu Monte Carlo. Zajął w nim 9. pozycję. W lutym wystartował w Rajdzie Costa Brava w ramach mistrzostw Europy. Wygrał go z przewagą 2:31 minuty nad partnerem z zespołu Jolly Club, rodakiem Dariem Cerrato. W marcu wziął udział w Rajdzie Portugalii w mistrzostwach świata. Dojechał w nim na 2. pozycji i przegrał jedynie z Finem Timo Salonenem. W drugiej połowie marca wygrał drugi rajd w mistrzostwach Europy w sezonie, Rajd Costa Blanca. W maju Biasion nie ukończył Rajdu Korsyki, a następnie zajął 2. pozycję w Rajdzie Elby w mistrzostwach Europy, w którym przegrał o 30 sekund z Dariem Cerrato. W sierpniu Biasion odniósł trzecie zwycięstwo w mistrzostwach Europy. Wygrał Rajd Chalkidiki. W 1985 roku wystartował jeszcze w Rajdzie San Remo, w mistrzostwach świata. Był w nim szósty. W sezonie 1985 zajął 12. miejsce w mistrzostwach świata i 6. miejsce w mistrzostwach Europy.

### 1986-1987

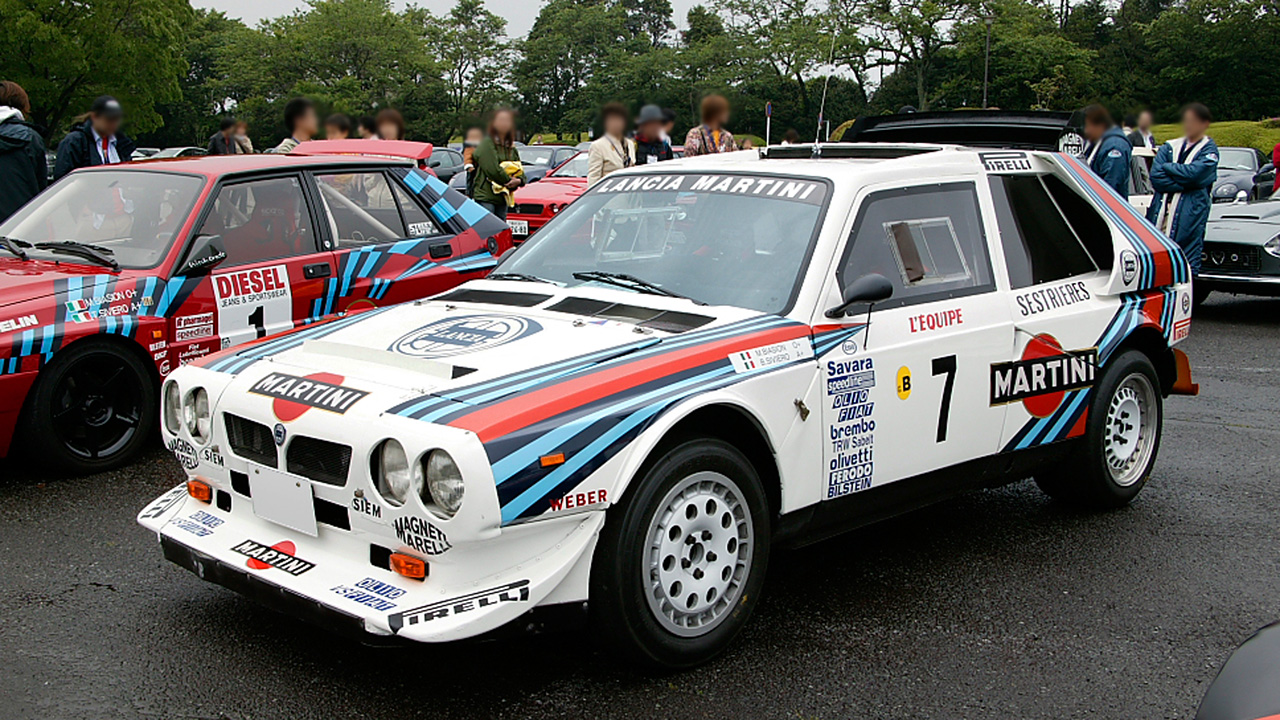
Lancia Delta S4, którą Biasion startował w sezonie 1986

W 1986 roku Biasion został członkiem fabrycznego zespołu Lancii. W sezonie 1986 wraz z pilotem Tizianem Siviero startowali samochodem Lancia Delta S4. Swój debiut w zespole Lancii zaliczył w styczniowym Rajdzie Monte Carlo. Nie ukończył go jednak na skutek wypadku na drodze dojazdowej do jednego z odcinków specjalnych. Kolejnych trzech rajdów Biasion również nie ukończył. Wycofał się z Rajdu Portugalii, a z Rajdu Safari wyeliminowała go awaria silnika. W majowym Rajdzie Korsyki partner Biasiona z zespołu Lancii, Henri Toivonen, miał wypadek i zginął wraz z pilotem Sergiem Cresto. Kierownictwo zespołu Lancii postanowiło więc wycofać swoich pozostałych kierowców z rajdu, Biasiona i Markku Aléna. Swoje pierwsze punkty w sezonie 1986 Biasion zdobył czerwcowym Rajdzie Grecji. Zajął w nim 2. miejsce przegrywając o 1:37 minuty z Juhą Kankkunenem. W lipcu ponownie stanął na podium. Zajął 3. miejsce w Rajdzie Nowej Zelandii za Kankkunenem i Alénem. Biasion wystartował również w sierpniowym Rajdzie Argentyny i wygrał go odnosząc pierwsze zwycięstwo w karierze w mistrzostwach świata. Na mecie rajdu wyprzedził o 24 sekundy partnera z zespołu Lancii, Markku Aléna i o 4:16 minuty Szweda Stiga Blomqvista. W październiku Biasion zajął 3. pozycję w Rajdzie San Remo za Alénem i Dariem Cerrato. W rajdzie tym doszło jednak do skandalu. Stewardzi zdyskwalifikowali zespół Peugeota z powodu nieprzepisowych błotników. Jednak 11 dni po zakończeniu Rajdu Olympus, ostatniego w sezonie, FISA podjęła decyzję o anulowaniu wyników Rajdu San Remo, który został uznany za nieodbyty. W sezonie 1986 Biasion zdobył 47 punktów i zajął 5. miejsce w klasyfikacji generalnej.
Po zakończeniu sezonu 1986 FISA wydała zakaz startów autami grupy B, który wszedł w życie z początkiem 1987 roku, w związku z tym zespół Lancii przedstawił nowy A-grupowy model na sezon 1987, Lancię Deltę HF 4WD. Nowy sezon Biasion rozpoczął od startu w styczniowym Rajdzie Monte Carlo. Wygrał go z przewagą 59 sekund nad nowym partnerem z zespołu Lancii, Juhą Kankkunenem i 4:10 minuty nad trzecim w klasyfikacji Walterem Röhrlem. Następnie w marcu 1987 Biasion pojechał w Rajdzie Portugalii. Zajął w nim 8. miejsce. W maju Biasion po raz drugi w sezonie stanął na podium. W Rajdzie Korsyki był trzeci za dwoma francuskimi kierowcami, Bernardem Béguinem i Yves’em Loubetem. W odbywającym się na przełomie maja i czerwca, Rajdzie Grecji, zajął 7. lokatę. W drugiej połowie czerwca wystartował w amerykańskim Rajdzie Olympus. W tych zawodach na podium stanęło trzech kierowców zespołu Lancii: Juha Kankkunen na pierwszym, Biasion na drugim, a Alén na trzecim miejscu. W sierpniowym Rajdzie Argentyny Biasion zwyciężył po raz trzeci w swojej karierze. Na mecie tego rajdu osiągnął przewagę 1:01 minuty nad drugim Jorgem Recaldem i 26:44 minuty nad trzecim Erwinem Weberem. Ostatnim rajdem sezonu 1987, w którym Biasion wziął udział, był Rajd San Remo. Włoski kierowca wygrał go, a na podium stanął obok dwóch Francuzów, Bruna Saby’ego i Jeana Ragnottiego. Dzięki zwycięstwom w Argentynie i San Remo Biasion był liderem mistrzostw świata, jednak w ostatnim rajdzie sezonu, Rajdzie Wielkiej Brytanii nie wziął udziału. Rajd ten wygrał Kankkunen i został mistrzem świata. Biasion ostatecznie wywalczył wicemistrzostwo, ze stratą 6 punktów do Fina.

### 1988-1989
Sezon 1988 Biasion rozpoczął od startu w Rajdzie Monte Carlo. Nie ukończył go jednak na skutek uszkodzenia miski olejowej na 3. odcinku specjalnym. W marcu, w Rajdzie Portugalii, wystartował nowym modelem Lancii, Lancią Deltą Integrale. Wygrał ten rajd z przewagą 8:46 minuty nad drugim Alexem Fiorio i 9:22 minuty nad trzecim Yves’em Loubetem. W kwietniu Biasion ponownie zwyciężył. Na mecie Rajdu Safari osiągnął przewagę 12:53 minuty nad drugim Mikiem Kirklandem i 47:22 minuty nad Perem Eklundem. Na przełomie maja i czerwca Biasion wygrał swój trzeci rajd w sezonie. W Rajdzie Grecji stanął na podium przed Mikaelem Ericssonem i Alexem Fiorio. Następnie Biasion zwyciężył również na trasach Rajdu Olympus. W rajdzie tym wyprzedził rodaka Fiorio o 5:23 minuty i Amerykanina Johna Buffuma o 16:15 minuty. W sierpniu był drugi w Rajdzie Argentyny tracąc do zwycięzcy Jorgego Recalde 3:03 minuty. W październiku Biasion ponownie wygrał. Rajd San Remo ukończył przed dwoma rodakami, Alexem Fiorio i Dariem Cerrato. Dzięki zwycięstwom w pięciu z siedmiu rajdów, w których startował, wywalczył swój pierwszy w karierze tytuł mistrza kraju. W sezonie 1988 zdobył 115 punktów, o 29 więcej niż drugi w klasyfikacji generalnej Markku Alén.
W styczniu 1989 Biasion odniósł swoje pierwsze zwycięstwo w sezonie 1989. W Rajdzie Monte Carlo wyprzedził dwóch partnerów z zespołu Lancii, Didiera Auriola o 6:27 minuty i Bruna Saby’ego o 7:41 minuty. Następnie Biasion wystartował w Rajdzie Portugalii i ponownie zwyciężył. Na podium rajdu stanął obok Markku Aléna i Alexa Fiorio. Trzeci start Biasiona w sezonie 1989, w Rajdzie Safari, zakończył się trzecim zwycięstwem Włocha z rzędu. Tym razem na mecie rajdu wyprzedził on Kenijczyka Mike’a Kirklanda i Szweda Stiga Blomqvista. Następnie na przełomie maja i czerwca Biasion zwyciężył po raz czwarty z rzędu. W Rajdzie Grecji wyprzedził o 1:58 minuty Didiera Auriola i o 3:31 minuty Alexa Fiorio. W sierpniu Biasion zajął 6. miejsce w Rajdzie Finlandii. Z kolei w październiku wygrał swój piąty rajd spośród sześciu, w których startował, Rajd San Remo. Na mecie tego rajdu wyprzedził o 5 sekund Alexa Fiorio i o 25 sekund Carlosa Sainza. Dzięki 106 zdobytym punktom w sezonie Biasion wywalczył swój drugi w karierze tytuł mistrza świata.

### 1990-1991

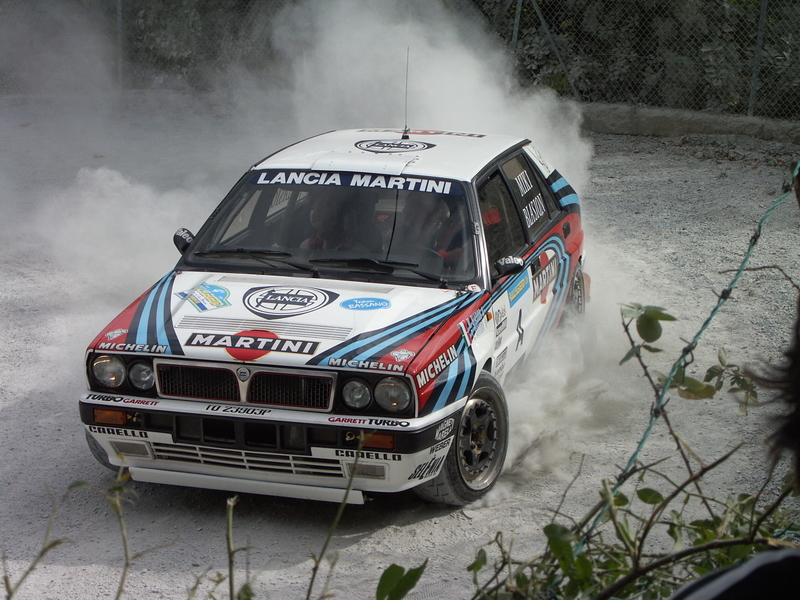
Lancia Delta Integrale 16v – samochód, którym Biasion startował w latach 1990-1991

Sezon 1990 Biasion rozpoczął od startu w styczniowym Rajdu Monte Carlo. Zajął w nim 3. pozycję za Didierem Auriolem i Carlosem Sainzem. W marcu odniósł swoje pierwsze zwycięstwo w sezonie. Zwyciężył w Rajdzie Portugalii po raz trzeci z rzędu. Na mecie tego rajdu wyprzedził Auriola o 2:36 minuty i Juhę Kankkunena o 5:11 minuty. Następnie Biasion wziął udział w Rajdzie Safari, jednak nie ukończył go na skutek awarii silnika. W czerwcu wystartował w Rajdzie Grecji. Stanął w nim na podium obok zwycięzcy Sainza i drugiego w klasyfikacji Kankkunena. W lipcu Biasion wygrał swój drugi rajd w sezonie. Na metę Rajdu Argentyny przyjechał z przewagą 8:02 minuty nad Carlosem Sainzem i 34:55 minuty nad Didierem Auriolem. Nie ukończył natomiast październikowego Rajdu San Remo. Na 26. odcinku specjalnym uległ wypadkowi i był zmuszony wycofać się z zawodów. W ostatnim rajdzie sezonu, Rajdzie Wielkiej Brytanii Biasion stanął na podium. Był trzeci za Sainzem i Kennethem Erikssonem. W sezonie 1990 zajął 4. miejsce w klasyfikacji generalnej mistrzostw świata. Zdobył 76 punktów.
W pierwszym rajdzie sezonu 1991, styczniowym Rajdzie Monte Carlo, Biasion zajął 2. pozycję. Do zwycięzcy Carlosa Sainza stracił niespełna 5 minut. W marcu stanął na podium Rajdu Portugalii. Przegrał w nim jedynie z Sainzem i Didierem Auriolem. Kolejnym rajdem mistrzostw świata, w którym Biasion wziął udział, był Rajd Safari. Nie ukończył go z powodu wypadnięcia z trasy. W czerwcu, w Rajdzie Grecji, Biasion był trzeci, za Juhą Kankkunenem i Carlosem Sainzem. W lipcowym Rajdzie Argentyny także stanął na podium. Był drugi, a do zwycięzcy tego rajdu, Carlosa Sainza, stracił 8 sekund. W październikowym Rajdzie San Remo także zajął 2. pozycję. Do zwycięzcy Didiera Auriola stracił 2:50 minuty. Wystartował także w listopadowym Rajdzie Wielkiej Brytanii. Na 21. odcinku specjalnym wycofał się z powodu wypadnięcia z trasy i uszkodzenia samochodu. W sezonie 1991 zajął 4. miejsce w mistrzostwach świata. Zdobył 69 punktów.

### 1992-1995
W 1992 roku Biasion odszedł z zespołu Lancii i został kierowcą fabrycznego zespołu Forda. Swój debiut w zespole Forda zaliczył w styczniu 1992, w Rajdzie Monte Carlo. Jadąc samochodem Ford Sierra RS Cosworth 4x4 zajął w nim 8. miejsce. W marcu po raz pierwszy w sezonie stanął na podium. Był drugi w Rajdzie Portugalii za Juhą Kankkunenem. W maju wystartował w Rajdzie Korsyki. Ukończył go na 7. miejscu. W Rajdzie Grecji Biasion był trzeci. Do zwycięzcy Didiera Auriola stracił 2:25 minuty. Następnie w sierpniowym Rajdzie Finlandii zajął 5. pozycję, a w Rajdzie San Remo był czwarty. Do będącego na trzecim miejscu Francuza François Delecoura stracił 13 sekund. W ostatnim rajdzie sezonu, Rajdzie Wielkiej Brytanii, zajął. 5. lokatę. W sezonie 1992 zdobył 60 punktów i zajął 4. miejsce w klasyfikacji generalnej mistrzostw świata.
Przed sezonem 1993 Ford zaprezentował nowy samochód, Forda Escorta RS Cosworth. Nowym samochodem Biasion pojechał już w styczniowym Rajdzie Monte Carlo. Zajął w nim 3. pozycję za Didierem Auriolem i partnerem z zespołu Forda, François Delecourem. W marcowym Rajdzie Portugalii kierowcy zespołu Forda zajęli dwa pierwsze miejsca. Zwycięzca został Delecour, a Biasion zajął 2. miejsce ze stratą 55 sekund do Francuza. W maju Biasion był siódmy w Rajdzie Korsyki. W czerwcu wygrał swój siedemnasty rajd mistrzostw świata w karierze. Na metę Rajdu Grecji przyjechał o 1:13 minuty przed Carlosem Sainzem i o 2:44 minuty przed Arminem Schwarzem. W lipcowym Rajdzie Argentyny Biasion zajął 2. miejsce. Do zwycięzcy rajdu Juhy Kankkunena stracił 1:54 minuty. Kolejnych trzech rajdów, w których startował, nie ukończył. W Rajdzie Nowej Zelandii miał wypadek, a z Rajdu Australii i Rajdu San Remo wyeliminowała go awaria silnika. W listopadzie zajął 4. miejsce w Rajdzie Katalonii. W klasyfikacji generalnej sezonu 1993 Biasion zajął 4. miejsce. Zdobył 76 punktów.
Sezon 1994 Biasion rozpoczął od startu w Rajdu Monte Carlo. Zajął w nim 4. miejsce. W marcu stanął na podium Rajdu Portugalii. Był trzeci. Do zwycięzcy Kankkunena stracił 50 sekund, a do drugiego w klasyfikacji Auriola 10 sekund. W maju wystartował w Rajdzie Korsyki. Zajął w nim 5. pozycję. W trzech kolejnych rajdach, Rajdzie Grecji, Rajdzie Argentyny i Rajdzie Nowej Zelandii, Biasion miał problemy z silnikiem i w efekcie czego nie ukończył tych rajdów. W październiku ukończył Rajd San Remo na 3. miejscu za Auriolem i Sainzem. W sezonie 1994 Biasion zajął 6. pozycję w mistrzostwach świata ze zdobytymi 42 punktami.
W 1995 roku Biasion wziął udział w dwóch rajdach. W Rajdzie Grecji pojechał samochodem Lancia Delta HF Integrale w barwach prywatnego zespołu Astra Racing. Nie ukończył tego rajdu na skutek awarii silnika na 16. odcinku specjalnym. W październiku wziął udział w Rajdzie San Remo o mistrzostwo Włoch. Jadąc samochodem Subaru Impreza 555 w zespole A.R.T. Engineering zajął w nim 4. pozycję. Pod koniec roku Biasion zapowiedział odejście z rajdów WRC.

### Starty w rajdach terenowych
W 1997 roku Biasion rozpoczął starty w rajdach terenowych. W tamtym roku wziął udział w Rajdzie Paryż-Samarkanda-Moskwa, liczącym 15 tysięcy kilometrów. Jadąc ciężarówką Iveco Eurocargo zajął w nim 2. miejsce. W 1998 roku po raz pierwszy wystartował w Pucharze Świata w kategorii T4. Dzięki zwycięstwom w Rajdzie Tunezji, Rajdzie Faraonów i Rajdzie Abu Zabi wygrał ten Puchar. W 1998 roku po raz pierwszy w karierze wziął udział w Rajdzie Dakar. Wystartował w nim wraz z Tizianem Siviero i Liviem Diamante, jednak go nie ukończył.
W 1999 roku Biasion ponownie startował w Pucharze Świata w kategorii T4. Zwyciężył w Rajdzie Tunezji, Rajdzie Faraonów, Rajdzie Maroka i Rajdzie Abu Zabi, dzięki czemu po raz drugi zwyciężył w tym pucharze. Ponownie brał udział w Rajdzie Dakar i ukończył go na 5. pozycji w kategorii ciężarówek.
W 2003 roku Biasion startował w rajdach terenowych samochodem Mitsubishi Pajero w kategorii samochodów. Największym sukcesem w 2003 roku było zajęcie 2. miejsca w Rajdzie Dubaju. W Rajdzie Dakar jadąc z Tizianem Siviero zajął 15. pozycję. Z kolei w 2004 roku nie ukończył Rajdu Dakar z powodu wypadku. Po tym niepowodzeniu odszedł z zespołu Mitsubishi. W 2005 roku ponownie wystartował w Rajdzie Dakar, tym razem w kategorii ciężarówek, jednak znów go nie ukończył.
W 2007 roku Biasion po raz szósty wziął udział w Rajdzie Dakar. Pojechał Fiatem Pandą 4x4 Cross, jednak ponownie nie dojechał do mety tego rajdu.
W 2011 roku Biasion ponownie startował w kategorii ciężarówek. Jadąc Iveco Trakkerem wygrał Rajd Maroka. W 2012 roku zajął 2. miejsce w tym rajdzie. Startował także w Rajdzie Dakar. Jadąc Iveco Trakkerem wraz z Giorgiem Albiero i Holendrem Michelem Huismanem zajął 6. miejsce w kategorii ciężarówek. W 2014 roku Biasion planował start Fiatem Pandą 4x4 w Rajdzie Dakar. Jednak zespół Orobica Raid Team wycofał się ze startu z powodu braku funduszy.

## Życie prywatne
Biasion jest mężem Paoli. Ma z nią czworo dzieci. Mieszka z rodziną w Bassano del Grappa.

## Zwycięstwa w Mistrzostwach Świata
| Nr | Rajd             | Sezon | Pilot           | Samochód                      |
| -- | ---------------- | ----- | --------------- | ----------------------------- |
| 1  | Rajd Argentyny   | 1986  | Tiziano Siviero | Lancia Delta S4               |
| 2  | Rajd Monte Carlo | 1987  | Tiziano Siviero | Lancia Delta HF 4WD           |
| 3  | Rajd Argentyny   | 1987  | Tiziano Siviero | Lancia Delta HF 4WD           |
| 4  | Rajd San Remo    | 1987  | Tiziano Siviero | Lancia Delta HF 4WD           |
| 5  | Rajd Portugalii  | 1988  | Carlo Cassina   | Lancia Delta Integrale        |
| 6  | Rajd Safari      | 1988  | Tiziano Siviero | Lancia Delta Integrale        |
| 7  | Rajd Grecji      | 1988  | Tiziano Siviero | Lancia Delta Integrale        |
| 8  | Rajd Olympus     | 1988  | Tiziano Siviero | Lancia Delta Integrale        |
| 9  | Rajd San Remo    | 1988  | Tiziano Siviero | Lancia Delta Integrale        |
| 10 | Rajd Monte Carlo | 1989  | Tiziano Siviero | Lancia Delta Integrale        |
| 11 | Rajd Portugalii  | 1989  | Tiziano Siviero | Lancia Delta Integrale        |
| 12 | Rajd Safari      | 1989  | Tiziano Siviero | Lancia Delta Integrale        |
| 13 | Rajd Grecji      | 1989  | Tiziano Siviero | Lancia Delta Integrale        |
| 14 | Rajd San Remo    | 1989  | Tiziano Siviero | Lancia Delta HF Integrale 16v |
| 15 | Rajd Portugalii  | 1990  | Tiziano Siviero | Lancia Delta HF Integrale 16v |
| 16 | Rajd Argentyny   | 1990  | Tiziano Siviero | Lancia Delta HF Integrale 16v |
| 17 | Rajd Grecji      | 1993  | Tiziano Siviero | Ford Escort RS Cosworth       |

## Zwycięstwa w Mistrzostwach Europy
| Nr | Rajd                           | Sezon | Pilot            | Samochód        |
| -- | ------------------------------ | ----- | ---------------- | --------------- |
| 1  | Rajd Internazionale della Lana | 1982  | Roberto Dalpozzo | Opel Ascona 400 |
| 2  | Rajd Costa Brava               | 1983  | Tiziano Siviero  | Lancia 037      |
| 3  | Rajd Sol                       | 1983  | Tiziano Siviero  | Lancia 037      |
| 4  | Rajd Costa Smeralda            | 1983  | Tiziano Siviero  | Lancia 037      |
| 5  | Rajd 4 Regioni                 | 1983  | Tiziano Siviero  | Lancia 037      |
| 6  | Rajd Ypres                     | 1983  | Tiziano Siviero  | Lancia 037      |
| 7  | Rajd Madery                    | 1983  | Tiziano Siviero  | Lancia 037      |
| 8  | Rajd San Marino                | 1983  | Tiziano Siviero  | Lancia 037      |
| 9  | Rajd Costa Brava               | 1985  | Tiziano Siviero  | Lancia 037      |
| 10 | Rajd Costa Blanca              | 1985  | Tiziano Siviero  | Lancia 037      |
| 11 | Rajd Chalkidiki                | 1985  | Tiziano Siviero  | Lancia 037      |

## Starty w rajdach WRC
| Legenda oznaczeń w tabelach dot. wyników | Legenda oznaczeń w tabelach dot. wyników |
| Oznaczenie                               | Wyjaśnienie |
| ---------------------------------------- | --- |
| Złoty                                    | Zwycięzca |
| Srebrny                                  | 2. miejsce |
| Brązowy                                  | 3. miejsce |
| Zielony                                  | Ukończył, punktował (w klasyfikacji generalnej gdy kierowca był sklasyfikowany oznacza zdobycie punktów w rajdzie poza trzema powyższymi opcjami) |
| Niebieski                                | Ukończył, nie punktował |
| Różowy                                   | Nie ukończył (NU) |
| Czarny                                   | Zdyskwalifikowany (DK) |
| Biały                                    | Nie został zgłoszony (-) |

| Sezon | Zespół           | Samochód                                                                    | 1      | 2     | 3      | 4      | 5      | 6      | 7     | 8     | 9      | 10     | 11    | 12    | 13    | 14 | 15 | 16 | Punkty | Miejsce |
| ----- | ---------------- | --------------------------------------------------------------------------- | ------ | ----- | ------ | ------ | ------ | ------ | ----- | ----- | ------ | ------ | ----- | ----- | ----- | -- | -- | -- | ------ | ------- |
| 1980  | Massimo Biasion  | Opel Ascona                                                                 | MCO -  | SWE - | POR -  | KEN -  | GRE -  | ARG -  | FIN - | NZL - | ITA NU | FRA -  | GBR - | CIV - |       |    |    |    | -      | 0       |
| 1981  | Hawk Racing Club | Opel Ascona 400                                                             | MCO -  | SWE - | POR -  | KEN -  | FRA -  | GRE -  | ARG - | BRA - | FIN -  | ITA 6  | CIV - | GBR - |       |    |    |    | 6      | 33      |
| 1982  | Conrero          | Opel Ascona 400                                                             | MCO -  | SWE - | POR -  | KEN -  | FRA -  | GRE -  | NZL - | BRA - | FIN -  | ITA 8  | CIV - | GBR - |       |    |    |    | 3      | 49      |
| 1983  | Jolly Club Totip | Lancia 037                                                                  | MCO -  | SWE - | POR -  | KEN -  | FRA -  | GRE -  | NZL - | ARG - | FIN -  | ITA 5  | CIV - | GBR - |       |    |    |    | 8      | 21      |
| 1984  | Jolly Club Totip | Lancia 037                                                                  | MCO 6  | SWE - | POR 4  | KEN -  | FRA 2  | GRE NU | NZL - | ARG - | FIN -  | ITA 3  | CIV - | GBR - |       |    |    |    | 43     | 6       |
| 1985  | Jolly Club       | Lancia 037                                                                  | MCO 9  | SWE - | POR 2  | KEN -  | FRA NU | GRE -  | NZL - | ARG - | FIN -  | ITA 6  | CIV - | GBR - |       |    |    |    | 23     | 12      |
| 1986  | Martini Lancia   | Lancia Delta S4 Lancia 037                                                  | MCO NU | SWE - | POR NU | KEN NU | FRA NU | GRE 2  | NZL 3 | ARG 1 | FIN -  | CIV -  | ITA 3 | GBR - | USA - |    |    |    | 47     | 5       |
| 1987  | Martini Lancia   | Lancia Delta HF 4WD                                                         | MCO 1  | SWE - | POR 8  | KEN -  | FRA 3  | GRE 7  | USA 2 | NZL - | ARG 1  | FIN -  | CIV - | ITA 1 | GBR - |    |    |    | 94     | 2       |
| 1988  | Martini Lancia   | Lancia Delta HF 4WD Lancia Delta Integrale                                  | MCO NU | SWE - | POR 1  | KEN 1  | FRA -  | GRE 1  | USA 1 | NZL - | ARG 2  | FIN -  | CIV - | ITA 1 | GBR - |    |    |    | 115    | 1       |
| 1989  | Martini Lancia   | Lancia Delta Integrale Lancia Delta HF Integrale 16v Lancia Delta Integrale | SWE -  | MCO 1 | POR 1  | KEN 1  | FRA -  | GRE 1  | NZL - | ARG - | FIN 6  | AUS -  | ITA 1 | CIV - | GBR - |    |    |    | 106    | 1       |
| 1990  | Martini Lancia   | Lancia Delta HF Integrale 16v                                               | MCO 3  | POR 1 | KEN NU | FRA -  | GRE 3  | NZL -  | ARG 1 | FIN - | AUS -  | ITA NU | CIV - | GBR 3 |       |    |    |    | 76     | 4       |
| 1991  | Martini Lancia   | Lancia Delta HF Integrale 16v                                               | 2      | -     | 3      | NU     | -      | 3      | -     | 2     | -      | -      | 2     | -     | -     | NU |    |    | 69     | 4       |
| 1992  | Ford Co          | Ford Sierra RS Cosworth 4x4                                                 | 8      | -     | 2      | -      | 7      | 3      | -     | -     | 5      | -      | 4     | -     | -     | 5  |    |    | 60     | 4       |
| 1993  | Ford Co          | Ford Escort RS Cosworth                                                     | 3      | -     | 2      | -      | 7      | 1      | 2     | NU    | -      | NU     | NU    | 4     | -     |    |    |    | 76     | 4       |
| 1994  | Ford Co          | Ford Escort RS Cosworth                                                     | 4      | 3     | -      | 5      | NU     | NU     | NU    | -     | 3      | NU     |       |       |       |    |    |    | 42     | 6       |

## Starty w Rajdzie Dakar
| # | Rok  | Kategoria  | Partnerzy                       | Samochód          | Pozycja |
| - | ---- | ---------- | ------------------------------- | ----------------- | ------- |
| 1 | 1998 | ciężarówki | Tiziano Siviero, Livio Diamante | Iveco Eurocargo   | NU      |
| 2 | 1999 | ciężarówki | Tiziano Siviero, Livio Diamante | Iveco Eurocargo   | 5.      |
| 3 | 2003 | samochody  | Tiziano Siviero                 | Mitsubishi Pajero | 15.     |
| 4 | 2004 | samochody  | Tiziano Siviero                 | Mitsubishi Pajero | NU      |
| 5 | 2005 | ciężarówki | Giorgio Albiero, Livio Diamante | Iveco Eurocargo   | NU      |
| 6 | 2007 | samochody  | Tiziano Siviero                 | Fiat Panda 4x4    | NU      |
| 7 | 2012 | ciężarówki | Giorgio Albiero, Michel Huisman | Iveco Trakker     | 6.      |